# Campeonato Europeo Femenino Sub-19 de la UEFA 2014
El Campeonato Europeo Femenino Sub-19 de la UEFA fue la decimoséptima vez que se celebra. La fase final se realizó  en Noruega entre el 15 y el 27 de julio de 2014. La primera fase de clasificación comenzó  el 21 de septiembre de 2013.

## Primera Fase de Clasificación
Cuarenta y cuatro equipos participarán de esta ronda. Habrá once grupos de cuatro equipos cada uno. Los once primeros de cada grupo y los diez mejores segundos se unirán a Alemania, Inglaterra y España en la segunda fase de clasificación, con un total de 24 selecciones. La fase final del torneo, estará compuesta por ocho conjuntos. Noruega pasa directamente a la etapa final por ser la anfitriona.
El sorteo se realizó el 20 de noviembre de 2012 en Nyon, Suiza.

### Grupo 1
País anfitrión: Austria
| Equipo      | Pts | PJ | PG | PE | PP | GF | GC | Dif |
| ----------- | --- | -- | -- | -- | -- | -- | -- | --- |
| Austria (H) | 9   | 3  | 3  | 0  | 0  | 15 | 0  | 15  |
| Croacia     | 6   | 3  | 2  | 0  | 1  | 8  | 6  | 2   |
| Azerbaiyán  | 3   | 3  | 1  | 0  | 2  | 6  | 5  | 1   |
| Israel      | 0   | 3  | 0  | 0  | 3  | 0  | 18 | -18 |

| 21 de septiembre de 2013 | Croacia                               | 3:1 (2:1) | Azerbaiyán    | Lindabrunn Stadium, Enzesfeld-Lindabrunn, Austria |                                                |
| 11:00 (CEST)             | - Conjar 27' (pen.), 74' - Gaiser 40' | Reporte   | - 12' Jalilli | Asistencia: 60 espectadores Árbitra: Amy Fearn    | Asistencia: 60 espectadores Árbitra: Amy Fearn |

| 21 de septiembre de 2013 | Austria                                                                                  | 8:0 (4:0) | Israel | Lindabrunn Stadium, Enzesfeld-Lindabrunn, Austria            |                                                              |
| 16:00 (CEST)             | - Krammer 5', 29' - Billa 20', 38', 71' - Charwat 54' (pen.) - Leitner 62' - Gatea 90+3' | Reporte   |        | Asistencia: 170 espectadores Árbitra: Tania Fernandes Morais | Asistencia: 170 espectadores Árbitra: Tania Fernandes Morais |

| 23 de septiembre de 2013 | Israel | 0:5 (0:3) | Croacia                                                              | Lindabrunn Stadium, Enzesfeld-Lindabrunn, Austria           |                                                             |
| 11:00 (CEST)             |        | Reporte   | - 9', 27' Dujmović - 17' Stanić - 76' Šćukanec-Hopinski - 79' Conjar | Asistencia: 50 espectadores Árbitra: Tania Fernandes Morais | Asistencia: 50 espectadores Árbitra: Tania Fernandes Morais |

| 23 de septiembre de 2013 | Austria                  | 2:0 (2:0) | Azerbaiyán | Sportzentrum, Trumau, Austria                               |                                                             |
| 16:00 (CEST)             | - Hasler 31' - Bauer 42' | Reporte   |            | Asistencia: 150 espectadores Árbitra: Donka Jeleva-Terzieva | Asistencia: 150 espectadores Árbitra: Donka Jeleva-Terzieva |

| 26 de septiembre de 2013 | Croacia | 0:5 (0:1) | Austria                                                        | Sportzentrum, Trumau, Austria                   |                                                 |
| 16:00 (CEST)             |         | Reporte   | - 26', 64' Bauer - 72' Billa - 90' Mahr - 90+3' Schwarzlmüller | Asistencia: 350 espectadores Árbitra: Amy Fearn | Asistencia: 350 espectadores Árbitra: Amy Fearn |

| 26 de septiembre de 2013 | Azerbaiyán                                                           | 5:0 (2:0) | Israel | Lindabrunn Stadium, Enzesfeld-Lindabrunn, Austria          |                                                            |
| 16:00 (CEST)             | - Anaya 26' - Nasirova 33' - Jalilli 62' - Taylor 75' - Perarnau 83' | Reporte   |        | Asistencia: 40 espectadores Árbitra: Donka Jeleva-Terzieva | Asistencia: 40 espectadores Árbitra: Donka Jeleva-Terzieva |

### Grupo 2
País anfitrión: Irlanda
| Equipo      | Pts | PJ | PG | PE | PP | GF | GC | Dif |
| ----------- | --- | -- | -- | -- | -- | -- | -- | --- |
| Dinamarca   | 7   | 3  | 2  | 1  | 0  | 16 | 2  | 14  |
| Irlanda (H) | 7   | 3  | 2  | 1  | 0  | 12 | 3  | 9   |
| Grecia      | 3   | 3  | 1  | 0  | 2  | 4  | 7  | -3  |
| Kazajistán  | 0   | 3  | 0  | 0  | 3  | 0  | 20 | -20 |

| 21 de septiembre de 2013 | Dinamarca                                     | 4:0 (1:0) | Grecia | Dalymount Park, Dublín, Irlanda                         |                                                         |
| 14:00 (CEST)             | - Hansen 15+1', 84' - Madsen 49' - Larsen 52' | Reporte   |        | Asistencia: 50 espectadores Árbitra: Florence Guillemin | Asistencia: 50 espectadores Árbitra: Florence Guillemin |

| 21 de septiembre de 2013 | Irlanda                                                            | 7:0 (5:0) | Kazajistán | Dalymount Park, Dublín, Irlanda                           |                                                           |
| 14:00 (CEST)             | - Shine 23', 34', 43' - McCabe 26', 72' - Newman 30' - Mustaki 84' | Reporte   |            | Asistencia: 250 espectadores Árbitra: Désirée Grundbacher | Asistencia: 250 espectadores Árbitra: Désirée Grundbacher |

| 23 de septiembre de 2013 | Dinamarca | 10:0 (5:0) | Kazajistán | Estadio de Tallaght, Tallaght, Irlanda                   |                                                          |
| 14:00 (CEST)             | - Thrige 2' - Fisker 12' - Hansen 15', 36', 56' - Bobrova 40' (a.g.) - Arngrimsen 48', 53' - Ringsing 86' (pen.) - Jensen 90+1' | Reporte    |            | Asistencia: 20 espectadores Árbitra: Désirée Grundbacher | Asistencia: 20 espectadores Árbitra: Désirée Grundbacher |

| 23 de septiembre de 2013 | Grecia             | 1:3 (0:1) | Irlanda                                 | Estadio de Tallaght, Tallaght, Irlanda            |                                                   |
| 14:00 (CEST)             | - Papadopoulou 70' | Reporte   | - 24', 44' (pen.) McCabe - 67' O'Connor | Asistencia: 320 espectadores Árbitra: Ivana Vlaić | Asistencia: 320 espectadores Árbitra: Ivana Vlaić |

| 26 de septiembre de 2013 | Irlanda                  | 2:2 (1:0) | Dinamarca                 | Tolka Park, Dublín, Irlanda                              |                                                          |
| 14:00 (CEST)             | - Shine 26' - Carson 70' | Reporte   | - 66' Fisker - 76' Jensen | Asistencia: 200 espectadores Árbitra: Florence Guillemin | Asistencia: 200 espectadores Árbitra: Florence Guillemin |

| 26 de septiembre de 2013 | Kazajistán | 0:3 (0:2) | Grecia                                              | Richmond Park, Dublín, Irlanda                   |                                                  |
| 14:00 (CEST)             |            | Reporte   | - 17' Georgiou - 27' (pen.) Chamalidou - 78' Markou | Asistencia: 20 espectadores Árbitra: Ivana Vlaić | Asistencia: 20 espectadores Árbitra: Ivana Vlaić |

### Grupo 3
País anfitrión: Lituania
| Equipo       | Pts | PJ | PG | PE | PP | GF | GC | Dif |
| ------------ | --- | -- | -- | -- | -- | -- | -- | --- |
| Suecia       | 9   | 3  | 3  | 0  | 0  | 21 | 1  | 20  |
| Portugal     | 6   | 3  | 2  | 0  | 1  | 11 | 3  | 8   |
| Estonia      | 3   | 3  | 1  | 0  | 2  | 2  | 15 | -13 |
| Lituania (H) | 0   | 3  | 0  | 0  | 3  | 0  | 15 | -15 |

| 20 de septiembre de 2013 | Suecia                                                                                 | 8:1 (5:1) | Estonia       | SRC Alytus, Alytus, Lituania                          |                                                       |
| 12:00 (CEST)             | - Welin 11' - Blackstenius 35', 38', 44', 56' - Wahlberg 40', 64' (pen.) - Curmark 49' | Reporte   | - 78' Läänmäe | Asistencia: 25 espectadores Árbitra: Sofia Karagiorgi | Asistencia: 25 espectadores Árbitra: Sofia Karagiorgi |

| 21 de septiembre de 2013 | Portugal                                           | 4:0 (4:0) | Lituania | Marijampolė Football Arena, Marijampolė, Lituania     |                                                       |
| 15:00 (CEST)             | - Lopes 10' - Norton 14' - Gomes 38' - Marques 45' | Reporte   |          | Asistencia: 25 espectadores Árbitra: Irina Turovskaya | Asistencia: 25 espectadores Árbitra: Irina Turovskaya |

| 23 de septiembre de 2013 | Estonia | 0:7 (0:5) | Portugal                                                                 | SRC Alytus, Alytus, Lituania                         |                                                      |
| 15:00 (CEST)             |         | Reporte   | - 8', 14' Silva - 24', 38', 80' (pen.) Marques - 45+3' Lopes - 71' Pinto | Asistencia: 20 espectadores Árbitra: Sjoukje de Jong | Asistencia: 20 espectadores Árbitra: Sjoukje de Jong |

| 23 de septiembre de 2013 | Suecia | 10:0 (6:0) | Lituania | Estadio S. Darius y S. Girėnas, Kaunas, Lituania      |                                                       |
| 15:00 (CEST)             | - Hurtig 16', 19', 29', 63' - Welin 21' (pen.) - Karlsson 23' - Blackstenius 34', 47', 61' - Adamavičiūtė 52' (a.g.) | Reporte    |          | Asistencia: 45 espectadores Árbitra: Irina Turovskaya | Asistencia: 45 espectadores Árbitra: Irina Turovskaya |

| 26 de septiembre de 2013 | Portugal | 0:3 (0:1) | Suecia                               | SRC Alytus, Alytus, Lituania                          |                                                       |
| 15:00 (CEST)             |          | Reporte   | - 41', 85' Blackstenius - 83' Hurtig | Asistencia: 30 espectadores Árbitra: Sofia Karagiorgi | Asistencia: 30 espectadores Árbitra: Sofia Karagiorgi |

| 26 de septiembre de 2013 | Lituania | 0:1 (0:1) | Estonia           | Estadio S. Darius y S. Girėnas, Kaunas, Lituania      |                                                       |
| 15:00 (CEST)             |          | Reporte   | - 45+2' Kubassova | Asistencia: 25 espectadores Árbitra: Irina Turovskaya | Asistencia: 25 espectadores Árbitra: Irina Turovskaya |

### Grupo 4
País anfitrión: Finlandia
| Equipo          | Pts | PJ | PG | PE | PP | GF | GC | Dif |
| --------------- | --- | -- | -- | -- | -- | -- | -- | --- |
| Finlandia (H)   | 9   | 3  | 3  | 0  | 0  | 9  | 1  | 8   |
| República Checa | 6   | 3  | 2  | 0  | 1  | 11 | 4  | 7   |
| Moldavia        | 1   | 3  | 0  | 1  | 2  | 3  | 9  | -6  |
| Islas Feroe     | 1   | 3  | 0  | 1  | 2  | 2  | 11 | -9  |

| 20 de septiembre de 2013 | República Checa                                                                            | 7:0 (5:0) | Islas Feroe | Keskusurheilupuisto, Pargas, Finlandia              |                                                     |
| 11:00 (CEST)             | - Rychtarová 10' - Svitková 19', 36', 56' - Krejčiříková 38' - Hloupá 43' - Kristýnová 55' | Reporte   |             | Asistencia: 178 espectadores Árbitra: Sabine Bonnin | Asistencia: 178 espectadores Árbitra: Sabine Bonnin |

| 21 de septiembre de 2013 | Finlandia                                           | 4:0 (4:0) | Moldavia | Keskusliikuntapuisto, Kaarina, Finlandia             |                                                      |
| 14:00 (CEST)             | - Seppelin 10' - Saastamoinen 22', 29' - Kuikka 40' | Reporte   |          | Asistencia: 343 espectadores Árbitra: Vivian Peeters | Asistencia: 343 espectadores Árbitra: Vivian Peeters |

| 22 de septiembre de 2013 | República Checa                                  | 3:1 (0:0) | Moldavia      | Keskusliikuntapuisto, Kaarina, Finlandia            |                                                     |
| 14:00 (CEST)             | - Tauberová 53' - Krejčiříková 59' - Bužková 63' | Reporte   | - 72' Cerescu | Asistencia: 85 espectadores Árbitra: Vivian Peeters | Asistencia: 85 espectadores Árbitra: Vivian Peeters |

| 23 de septiembre de 2013 | Islas Feroe | 0:2 (0:1) | Finlandia                         | Veritas Stadion, Turku, Finlandia                       |                                                         |
| 14:00 (CEST)             |             | Reporte   | - 29' Saastamoinen - 84' Grönholm | Asistencia: 432 espectadores Árbitra: Dimitrina Milkova | Asistencia: 432 espectadores Árbitra: Dimitrina Milkova |

| 26 de septiembre de 2013 | Finlandia                                        | 3:1 (3:0) | República Checa | Keskusurheilupuisto, Pargas, Finlandia              |                                                     |
| 14:00 (CEST)             | - Tunturi 36' - Nevalampi 43' - Saastamoinen 44' | Reporte   | - 60' Svitková  | Asistencia: 735 espectadores Árbitra: Sabine Bonnin | Asistencia: 735 espectadores Árbitra: Sabine Bonnin |

| 26 de septiembre de 2013 | Moldavia                     | 2:2 (1:1) | Islas Feroe                          | Keskusliikuntapuisto, Kaarina, Finlandia               |                                                        |
| 14:00 (CEST)             | - Cerescu 45' - Chiper 90+2' | Reporte   | - 35' Thomsen - 74' (pen.) Klakstein | Asistencia: 52 espectadores Árbitra: Dimitrina Milkova | Asistencia: 52 espectadores Árbitra: Dimitrina Milkova |

### Grupo 5
País anfitrión: Bielorrusia
| Equipo          | Pts | PJ | PG | PE | PP | GF | GC | Dif |
| --------------- | --- | -- | -- | -- | -- | -- | -- | --- |
| Rusia           | 9   | 3  | 3  | 0  | 0  | 13 | 1  | 12  |
| Bielorrusia (H) | 6   | 3  | 2  | 0  | 1  | 5  | 3  | 2   |
| Gales           | 1   | 3  | 0  | 1  | 2  | 1  | 7  | -6  |
| Chipre          | 1   | 3  | 0  | 1  | 2  | 4  | 12 | -8  |

| 21 de septiembre de 2013 | Rusia                                                                     | 7:1 (1:1) | Chipre        | City Stadium, Molodechno, Bielorrusia               |                                                     |
| 15:00 (CEST)             | - Chernomyrdina 43', 49', 69' - Piskunova 72', 90+3' - Kovalenko 77', 85' | Reporte   | - 45+4' Zampa | Asistencia: 350 espectadores Árbitra: Lilach Asulin | Asistencia: 350 espectadores Árbitra: Lilach Asulin |

| 21 de septiembre de 2013 | Gales | 0:1 (0:1) | Bielorrusia         | Estadio Torpedo, Minsk, Bielorrusia                 |                                                     |
| 15:00 (CEST)             |       | Reporte   | - 17' (a.g.) Quayle | Asistencia: 150 espectadores Árbitra: Justyna Zajac | Asistencia: 150 espectadores Árbitra: Justyna Zajac |

| 23 de septiembre de 2013 | Rusia           | 1:0 (1:0) | Bielorrusia | Estadio Torpedo, Minsk, Bielorrusia                 |                                                     |
| 15:00 (CEST)             | - Piskunova 16' | Reporte   |             | Asistencia: 200 espectadores Árbitra: Justyna Zajac | Asistencia: 200 espectadores Árbitra: Justyna Zajac |

| 23 de septiembre de 2013 | Chipre      | 1:1 (1:0) | Gales        | City Stadium, Molodechno, Bielorrusia               |                                                     |
| 15:00 (CEST)             | - Zampa 32' | Reporte   | - 54' Quayle | Asistencia: 200 espectadores Árbitra: Vesna Budimir | Asistencia: 200 espectadores Árbitra: Vesna Budimir |

| 26 de septiembre de 2013 | Gales | 0:5 (0:1) | Rusia                                                                   | City Stadium, Molodechno, Bielorrusia               |                                                     |
| 15:00 (CEST)             |       | Reporte   | - 34' Piskunova - 57', 82' Karpova - 81' Chernomyrdina - 90+5' Berezina | Asistencia: 150 espectadores Árbitra: Lilach Asulin | Asistencia: 150 espectadores Árbitra: Lilach Asulin |

| 26 de septiembre de 2013 | Bielorrusia                                                     | 4:2 (2:0) | Chipre           | Estadio Torpedo, Minsk, Bielorrusia                 |                                                     |
| 15:00 (CEST)             | - Krasnova 17' - Violari 45+3' (a.g.) - Dubovik 49' - Duben 81' | Reporte   | - 67', 70' Zampa | Asistencia: 250 espectadores Árbitra: Vesna Budimir | Asistencia: 250 espectadores Árbitra: Vesna Budimir |

### Grupo 6
País anfitrión: Serbia
| Equipo               | Pts | PJ | PG | PE | PP | GF | GC | Dif |
| -------------------- | --- | -- | -- | -- | -- | -- | -- | --- |
| Países Bajos         | 9   | 3  | 3  | 0  | 0  | 8  | 0  | 8   |
| Serbia (H)           | 4   | 3  | 1  | 1  | 1  | 4  | 6  | -2  |
| Bosnia y Herzegovina | 3   | 3  | 1  | 0  | 2  | 5  | 4  | 1   |
| Malta                | 1   | 3  | 0  | 1  | 2  | 2  | 9  | -7  |

| 21 de septiembre de 2013 | Países Bajos    | 2:0 (1:0) | Bosnia y Herzegovina | Inđija Stadium, Inđija, Serbia                                    |                                                                   |
| 15:00 (CEST)             | - Huls 20', 70' | Reporte   |                      | Asistencia: 80 espectadores Árbitra: Yuliya Medvedeva-Keldyusheva | Asistencia: 80 espectadores Árbitra: Yuliya Medvedeva-Keldyusheva |

| 21 de septiembre de 2013 | Serbia                   | 2:2 (0:0) | Malta                   | FK Srem Jakovo, Jakovo, Serbia                     |                                                    |
| 15:00 (CEST)             | - Jankov 56' - Matić 58' | Reporte   | - 85' Giusti - 89' Borg | Asistencia: 50 espectadores Árbitra: Kateryna Zora | Asistencia: 50 espectadores Árbitra: Kateryna Zora |

| 23 de septiembre de 2013 | Países Bajos                                   | 3:0 (1:0) | Malta | FK Srem Jakovo, Jakovo, Serbia                     |                                                    |
| 15:00 (CEST)             | - Strik 34' - Roord 87' - van der Zanden 90+1' | Reporte   |       | Asistencia: 70 espectadores Árbitra: Kateryna Zora | Asistencia: 70 espectadores Árbitra: Kateryna Zora |

| 23 de septiembre de 2013 | Bosnia y Herzegovina | 1:2 (1:2) | Serbia                              | FK Obilić Stadium, Belgrado, Serbia                    |                                                        |
| 15:00 (CEST)             | - Radeljić 39'       | Reporte   | - 19' Djordjević - 33' (a.g.) Kuliš | Asistencia: 50 espectadores Árbitra: Kristina Husballe | Asistencia: 50 espectadores Árbitra: Kristina Husballe |

| 26 de septiembre de 2013 | Serbia | 0:3 (0:2) | Países Bajos             | FK Obilić Stadium, Belgrado, Serbia                               |                                                                   |
| 15:00 (CEST)             |        | Reporte   | - 10', 15', 84' Kuijpers | Asistencia: 70 espectadores Árbitra: Yuliya Medvedeva-Keldyusheva | Asistencia: 70 espectadores Árbitra: Yuliya Medvedeva-Keldyusheva |

| 26 de septiembre de 2013 | Malta | 0:4 (0:2) | Bosnia y Herzegovina                          | FK Srem Jakovo, Jakovo, Serbia                         |                                                        |
| 15:00 (CEST)             |       | Reporte   | - 23', 37' Brkić - 51' Kamerić - 85' Radeljić | Asistencia: 50 espectadores Árbitra: Kristina Husballe | Asistencia: 50 espectadores Árbitra: Kristina Husballe |

### Grupo 7
País anfitrión: Eslovenia
| Equipo        | Pts | PJ | PG | PE | PP | GF | GC | Dif |
| ------------- | --- | -- | -- | -- | -- | -- | -- | --- |
| Polonia       | 7   | 3  | 2  | 1  | 0  | 13 | 0  | 13  |
| Italia        | 5   | 3  | 1  | 2  | 0  | 6  | 2  | 4   |
| Eslovenia (H) | 4   | 3  | 1  | 1  | 1  | 9  | 6  | 3   |
| Albania       | 0   | 3  | 0  | 0  | 3  | 0  | 20 | -20 |

| 21 de septiembre de 2013 | Italia               | 2:2 (1:0) | Eslovenia                        | NK Odranci, Odranci, Eslovenia                  |                                                 |
| 16:00 (CEST)             | - Pittaccio 22', 76' | Reporte   | - 52' (pen.) L. Kos - 71' Šiljak | Asistencia: 60 espectadores Árbitra: Marte Sørø | Asistencia: 60 espectadores Árbitra: Marte Sørø |

| 21 de septiembre de 2013 | Polonia                                                                                                 | 9:0 (5:0) | Albania | Beltinci Sports Park, Beltinci, Eslovenia              |                                                        |
| 16:00 (CEST)             | - Wiankowska 5', 90+1', 90+3' - Zapała 12' - Kaletka 17' - Wróblewska 24' - Bolko 29' - Jaszek 83', 89' | Reporte   |         | Asistencia: 10 espectadores Árbitra: Sabayel Gurbanova | Asistencia: 10 espectadores Árbitra: Sabayel Gurbanova |

| 23 de septiembre de 2013 | Italia                                                        | 4:0 (1:0) | Albania | NK Odranci, Odranci, Eslovenia                         |                                                        |
| 16:00 (CEST)             | - Cannone 24' - Ferrati 65' - Tardini 73' - Monterubbiano 82' | Reporte   |         | Asistencia: 10 espectadores Árbitra: Sabayel Gurbanova | Asistencia: 10 espectadores Árbitra: Sabayel Gurbanova |

| 23 de septiembre de 2013 | Eslovenia | 0:4 (0:1) | Polonia                                     | Beltinci Sports Park, Beltinci, Eslovenia               |                                                         |
| 16:00 (CEST)             |           | Reporte   | - 18', 57', 90+1' Pajor - 83' (a.g.) L. Kos | Asistencia: 240 espectadores Árbitra: Marta Frías Acedo | Asistencia: 240 espectadores Árbitra: Marta Frías Acedo |

| 26 de septiembre de 2013 | Polonia | 0:0     | Italia | Beltinci Sports Park, Beltinci, Eslovenia       |                                                 |
| 16:00 (CEST)             |         | Reporte |        | Asistencia: 50 espectadores Árbitra: Marte Sørø | Asistencia: 50 espectadores Árbitra: Marte Sørø |

| 26 de septiembre de 2013 | Albania | 0:7 (0:3) | Eslovenia                                                           | NK Odranci, Odranci, Eslovenia                         |                                                        |
| 16:00 (CEST)             |         | Reporte   | - 16' Sevšek - 33', 39' Misja - 45+1', 50' L. Kos - 62', 81' E. Kos | Asistencia: 10 espectadores Árbitra: Marta Frías Acedo | Asistencia: 10 espectadores Árbitra: Marta Frías Acedo |

### Grupo 8
País anfitrión: Macedonia
| Equipo                  | Pts | PJ | PG | PE | PP | GF | GC | Dif |
| ----------------------- | --- | -- | -- | -- | -- | -- | -- | --- |
| Escocia                 | 9   | 3  | 3  | 0  | 0  | 29 | 1  | 28  |
| Rumania                 | 6   | 3  | 2  | 0  | 1  | 8  | 11 | -3  |
| Macedonia del Norte (H) | 3   | 3  | 1  | 0  | 2  | 4  | 12 | -8  |
| Georgia                 | 0   | 3  | 0  | 0  | 3  | 5  | 22 | -17 |

| 21 de septiembre de 2013 | Escocia                                                                                            | 7:0 (4:0) | Macedonia del Norte | Stadion Blagoj Istatov, Strumica, Macedonia del Norte  |                                                        |
| 15:30 (CEST)             | - Graham 32' - Arnot 38' - Arsova 42' (a.g.) - Williamson 45+1' - Weir 67', 90+3' - Richardson 78' | Reporte   |                     | Asistencia: 100 espectadores Árbitra: Aneliya Sinabova | Asistencia: 100 espectadores Árbitra: Aneliya Sinabova |

| 21 de septiembre de 2013 | Rumania                                            | 5:2 (2:1) | Georgia                         | Stadion Kukuš, Strumica, Macedonia del Norte           |                                                        |
| 15:30 (CEST)             | - Deca 20', 45+2', 88' - Gangal 62' - Bistrian 86' | Reporte   | - 17' Shengelia - 57' Cheminava | Asistencia: 60 espectadores Árbitra: Virginie Derouaux | Asistencia: 60 espectadores Árbitra: Virginie Derouaux |

| 23 de septiembre de 2013 | Escocia | 14:1 (9:1) | Georgia        | Stadion Kukuš, Strumica, Macedonia del Norte           |                                                        |
| 15:30 (CEST)             | - Ness 10', 16', 17', 23', 35' - Stewart 11', 18', 64', 90+1' - Halliday 29', 82' - Weir 36' - Arnott 49' - Williamson 60' | Reporte    | - 4' Basiladze | Asistencia: 35 espectadores Árbitra: Virginie Derouaux | Asistencia: 35 espectadores Árbitra: Virginie Derouaux |

| 23 de septiembre de 2013 | Macedonia del Norte | 1:3 (0:1) | Rumania                                  | Stadion Blagoj Istatov, Strumica, Macedonia del Norte |                                                    |
| 15:30 (CEST)             | - Ristovska 75'     | Reporte   | - 32' (pen.) Roca - 58' (pen.), 88' Deca | Asistencia: 80 espectadores Árbitra: Tanja Subotič    | Asistencia: 80 espectadores Árbitra: Tanja Subotič |

| 26 de septiembre de 2013 | Rumania | 0:8 (0:2) | Escocia                                                                     | Stadion Kukuš, Strumica, Macedonia del Norte          |                                                       |
| 15:30 (CEST)             |         | Reporte   | - 17' Brown - 33', 56', 75', 85' (pen.) Weir - 50', 90+2' Ness - 82' Arnott | Asistencia: 50 espectadores Árbitra: Aneliya Sinabova | Asistencia: 50 espectadores Árbitra: Aneliya Sinabova |

| 26 de septiembre de 2013 | Georgia                       | 2:3 (1:1) | Macedonia del Norte                     | Stadion Blagoj Istatov, Strumica, Macedonia del Norte |                                                    |
| 15:30 (CEST)             | - Gorgadze 7' - Cheminava 86' | Reporte   | - 5', 90+2' Todorovska - 90+4' Jakovska | Asistencia: 75 espectadores Árbitra: Tanja Subotič    | Asistencia: 75 espectadores Árbitra: Tanja Subotič |

### Grupo 9
País anfitrión: Bulgaria
| Equipo       | Pts | PJ | PG | PE | PP | GF | GC | Dif |
| ------------ | --- | -- | -- | -- | -- | -- | -- | --- |
| Francia      | 9   | 3  | 3  | 0  | 0  | 14 | 0  | 14  |
| Islandia     | 6   | 3  | 2  | 0  | 1  | 10 | 3  | 7   |
| Eslovaquia   | 3   | 3  | 1  | 0  | 2  | 4  | 9  | -5  |
| Bulgaria (H) | 0   | 3  | 0  | 0  | 3  | 0  | 16 | -16 |

| 21 de septiembre de 2013 | Francia                                              | 4:0 (1:0) | Eslovaquia | Albena 1, Albena, Bulgaria                              |                                                         |
| 15:30 (CEST)             | - Chaumette 7' - Bathy 54' - Toletti 73' (pen.), 87' | Reporte   |            | Asistencia: 50 espectadores Árbitra: Gordana Kuzmanović | Asistencia: 50 espectadores Árbitra: Gordana Kuzmanović |

| septiembre de 2013 | Islandia                                                                        | 5:0 (2:0) | Bulgaria | Gradski stadion, Kavarna, Bulgaria                  |                                                     |
| 15:30 (CEST)       | - Thrastardóttir 3', 58' - Jessen 25' - Zlateva 50' (a.g.) - Sigurdardóttir 83' | Reporte   |          | Asistencia: 50 espectadores Árbitra: Cristina Bujor | Asistencia: 50 espectadores Árbitra: Cristina Bujor |

| 23 de septiembre de 2013 | Francia                                                                               | 7:0 (2:0) | Bulgaria | Gradski stadion, Kavarna, Bulgaria                  |                                                     |
| 15:30 (CEST)             | - Cousin 1' - Declercq 25' - Thomas 54' - Gherbi 60' - Léger 68', 75' - Karchouni 70' | Reporte   |          | Asistencia: 50 espectadores Árbitra: Cristina Bujor | Asistencia: 50 espectadores Árbitra: Cristina Bujor |

| 23 de septiembre de 2013 | Eslovaquia | 0:5 (0:2) | Islandia                                                                      | Albena 1, Albena, Bulgaria                              |                                                         |
| 15:30 (CEST)             |            | Reporte   | - 1', 52' Thrastardóttir - 10' Antonsdottir - 73' Guðmundsdóttir - 89' Jensen | Asistencia: 30 espectadores Árbitra: Evgenia Kaskantiri | Asistencia: 30 espectadores Árbitra: Evgenia Kaskantiri |

| 26 de septiembre de 2013 | Islandia | 0:3 (0:3) | Francia                                     | Albena 1, Albena, Bulgaria                               |                                                          |
| 14:00 (CEST)             |          | Reporte   | - 2' Toletti - 12' Declercq - 28' Chaumette | Asistencia: 120 espectadores Árbitra: Gordana Kuzmanović | Asistencia: 120 espectadores Árbitra: Gordana Kuzmanović |

| 26 de septiembre de 2013 | Bulgaria | 0:4 (0:3) | Eslovaquia                                          | Gradski stadion, Kavarna, Bulgaria                      |                                                         |
| 14:00 (CEST)             |          | Reporte   | - 7' Čopíková - 15', 33' Kantárska - 90+5' Vrabcová | Asistencia: 50 espectadores Árbitra: Evgenia Kaskantiri | Asistencia: 50 espectadores Árbitra: Evgenia Kaskantiri |

### Grupo 10
País anfitrión: Hungría
| Equipo      | Pts | PJ | PG | PE | PP | GF | GC | Dif |
| ----------- | --- | -- | -- | -- | -- | -- | -- | --- |
| Bélgica     | 9   | 3  | 3  | 0  | 0  | 13 | 2  | 11  |
| Turquía     | 6   | 3  | 2  | 0  | 1  | 6  | 7  | -1  |
| Hungría (H) | 3   | 3  | 1  | 0  | 2  | 8  | 9  | -1  |
| Montenegro  | 0   | 3  | 0  | 0  | 3  | 2  | 11 | -9  |

| 21 de septiembre de 2013 | Bélgica                               | 4:0 (1:0) | Turquía | Grosics Gyula Stadion, Tatabánya, Hungría         |                                                   |
| 14:30 (CEST)             | - Michez 25', 65' - van Gorp 58', 76' | Reporte   |         | Asistencia: 20 espectadores Árbitra: Sara Persson | Asistencia: 20 espectadores Árbitra: Sara Persson |

| 21 de septiembre de 2013 | Hungría                                                              | 4:1 (2:0) | Montenegro       | Globall Football Park, Telki, Hungría                       |                                                             |
| 14:30 (CEST)             | - Vidovenyecz 12' - Goranović 19' (a.g.) - Diószegi 69' - Vicsek 74' | Reporte   | - 85' Krivokapić | Asistencia: 70 espectadores Árbitra: Agnieszka Plaskocinska | Asistencia: 70 espectadores Árbitra: Agnieszka Plaskocinska |

| 23 de septiembre de 2013 | Bélgica                                       | 4:0 (1:0) | Montenegro | Grosics Gyula Stadion, Tatabánya, Hungría                   |                                                             |
| 14:30 (CEST)             | - van Ackere 24', 84', 90+2' - Wajnblum 90+3' | Reporte   |            | Asistencia: 30 espectadores Árbitra: Agnieszka Plaskocinska | Asistencia: 30 espectadores Árbitra: Agnieszka Plaskocinska |

| 23 de septiembre de 2013 | Turquía                              | 3:2 (1:1) | Hungría           | Globall Football Park, Telki, Hungría             |                                                   |
| 14:30 (CEST)             | - Başkol 25', 50' (pen.) - Özkan 73' | Reporte   | - 34', 59' Zeller | Asistencia: 100 espectadores Árbitra: Paula Brady | Asistencia: 100 espectadores Árbitra: Paula Brady |

| 26 de septiembre de 2013 | Hungría                     | 2:5 (1:1) | Bélgica                                         | Globall Football Park, Telki, Hungría              |                                                    |
| 14:30 (CEST)             | - Zeller 21' - Diószegi 84' | Reporte   | - 34', 86' Leynen - 64' (pen.), 73', 78' Michez | Asistencia: 117 espectadores Árbitra: Sara Persson | Asistencia: 117 espectadores Árbitra: Sara Persson |

| 26 de septiembre de 2013 | Montenegro     | 1:3 (0:1) | Turquía                                 | Grosics Gyula Stadion, Tatabánya, Hungría |                      |
| 14:30 (CEST)             | - Djukić 90+1' | Reporte   | - 34', 50' Topçu - 82' (a.g.) Goranović | Árbitra: Paula Brady                      | Árbitra: Paula Brady |

### Grupo 11
País anfitrión: Letonia
| Equipo            | Pts | PJ | PG | PE | PP | GF | GC | Dif |
| ----------------- | --- | -- | -- | -- | -- | -- | -- | --- |
| Suiza             | 9   | 3  | 3  | 0  | 0  | 13 | 1  | 12  |
| Ucrania           | 6   | 3  | 2  | 0  | 1  | 5  | 3  | 2   |
| Irlanda del Norte | 3   | 3  | 1  | 0  | 2  | 6  | 6  | 0   |
| Letonia (H)       | 0   | 3  | 0  | 0  | 3  | 1  | 15 | -14 |

| 21 de septiembre de 2013 | Ucrania                           | 3:0 (1:0) | Letonia | Jānis Skredelis' stadium, Riga, Letonia                         |                                                                 |
| 12:00 (CEST)             | - Kozyrenko 40', 47' - Korsun 68' | Reporte   |         | Asistencia: 75 espectadores Árbitra: Mihaela Gurdon Basimamović | Asistencia: 75 espectadores Árbitra: Mihaela Gurdon Basimamović |

| 21 de septiembre de 2013 | Suiza                                | 3:1 (1:0) | Irlanda del Norte | Jānis Skredelis' stadium, Riga, Letonia            |                                                    |
| 18:00 (CEST)             | - Müller 28' - Thürig 48' - Calo 67' | Reporte   | - 76' Feehan      | Asistencia: 50 espectadores Árbitra: Ana Jovanović | Asistencia: 50 espectadores Árbitra: Ana Jovanović |

| 23 de septiembre de 2013 | Irlanda del Norte   | 1:2 (1:1) | Ucrania                         | Jānis Skredelis' stadium, Riga, Letonia            |                                                    |
| 12:00 (CEST)             | - Feehan 20' (pen.) | Reporte   | - 19' Kozyrenko - 73' Malakhova | Asistencia: 24 espectadores Árbitra: Ana Jovanović | Asistencia: 24 espectadores Árbitra: Ana Jovanović |

| 23 de septiembre de 2013 | Suiza                                                                                              | 8:0 (4:0) | Letonia | Jānis Skredelis' stadium, Riga, Letonia              |                                                      |
| 18:00 (CEST)             | - Brütsch 15' - Calo 21', 67' - Thürig 25' - Ribeaud 33' - Selimi 53' - Ismaili 69' - Müller 90+2' | Reporte   |         | Asistencia: 30 espectadores Árbitra: Zuzana Strpkova | Asistencia: 30 espectadores Árbitra: Zuzana Strpkova |

| 26 de septiembre de 2013 | Ucrania | 0:2 (0:1) | Suiza                      | Ogres pilsētas stadions, Ogre, Letonia                          |                                                                 |
| 15:00 (CEST)             |         | Reporte   | - 19' Mauron - 58' Ribeaud | Asistencia: 20 espectadores Árbitra: Mihaela Gurdon Basimamović | Asistencia: 20 espectadores Árbitra: Mihaela Gurdon Basimamović |

| 26 de septiembre de 2013 | Letonia        | 1:4 (0:2) | Irlanda del Norte                                              | Jānis Skredelis' stadium, Riga, Letonia               |                                                       |
| 15:00 (CEST)             | - Fedotova 90' | Reporte   | - 15' Rafferty - 36' (a.g.) Šilova - 47' McGivern - 78' Feehan | Asistencia: 101 espectadores Árbitra: Zuzana Strpkova | Asistencia: 101 espectadores Árbitra: Zuzana Strpkova |

### Ranking de los segundos puestos
Los 10 mejores segundos lugares de los 11 grupos pasarán a la siguiente ronda junto a los ganadores de cada grupo. (Se contabilizan los resultados obtenidos en contra de los ganadores y los terceros clasificados de cada grupo). No clasificó Italia
| Grp | Equipo          | PJ | PG | PE | PP | GF | GC | DG | Pts |
| --- | --------------- | -- | -- | -- | -- | -- | -- | -- | --- |
| 2   | Irlanda         | 2  | 1  | 1  | 0  | 5  | 3  | 2  | 4   |
| 3   | Portugal        | 2  | 1  | 0  | 1  | 7  | 3  | 4  | 3   |
| 9   | Islandia        | 2  | 1  | 0  | 1  | 5  | 3  | 2  | 3   |
| 4   | República Checa | 2  | 1  | 0  | 1  | 4  | 4  | 0  | 3   |
| 5   | Bielorrusia     | 2  | 1  | 0  | 1  | 1  | 1  | 0  | 3   |
| 11  | Ucrania         | 2  | 1  | 0  | 1  | 2  | 3  | -1 | 3   |
| 6   | Serbia          | 2  | 1  | 0  | 1  | 2  | 4  | -2 | 3   |
| 1   | Croacia         | 2  | 1  | 0  | 1  | 3  | 6  | -3 | 3   |
| 10  | Turquía         | 2  | 1  | 0  | 1  | 3  | 6  | -3 | 3   |
| 8   | Rumania         | 2  | 1  | 0  | 1  | 3  | 9  | -6 | 3   |
| 7   | Italia          | 2  | 0  | 2  | 0  | 2  | 2  | 0  | 2   |

## Segunda Fase de Clasificación o Ronda Élite
Los primeros de cada grupo y los diez mejores segundos se unirán a Alemania, Inglaterra y España en esta segunda fase de clasificación. Consta de seis grupos. 
Los ganadores de cada grupo avanzarán a la ronda final, junto al mejor segundo.
El sorteo se realizó el 20 de noviembre de 2013 en Nyon, Suiza.

### Grupo 1
País anfitrión: Portugal
| Equipo       | Pts | PJ | PG | PE | PP | GF | GC | Dif |
| ------------ | --- | -- | -- | -- | -- | -- | -- | --- |
| España       | 9   | 3  | 3  | 0  | 0  | 13 | 0  | 13  |
| Suiza        | 6   | 3  | 2  | 0  | 1  | 7  | 2  | 5   |
| Portugal (H) | 3   | 3  | 1  | 0  | 2  | 11 | 4  | 7   |
| Bielorrusia  | 0   | 3  | 0  | 0  | 3  | 0  | 25 | -25 |

| 5 de abril de 2014 | Suiza                                                           | 5:0 (2:0) | Bielorrusia | Estádio Municipal, Nazaré, Portugal |                       |
| 15:00 (CEST)       | - Stierli 6', 13' - Brütsch 51' - Stapelfeldt 65' - Ismaili 90' | Reporte   |             | Árbitra: Eszter Urbán               | Árbitra: Eszter Urbán |

| 5 de abril de 2014 | España                           | 2:0 (0:0) | Portugal | Estádio Municipal, Marinha Grande, Portugal |                      |
| 17:00 (CEST)       | - Esteban 72' (pen.) - Turmo 86' | Reporte   |          | Árbitra: Ivana Vlaić                        | Árbitra: Ivana Vlaić |

| 7 de abril de 2014 | España | 10:0 (5:0) | Bielorrusia | Complexo Desportivo, Caldas da Rainha, Portugal |                               |
| 15:00 (CEST)       | - Caldentey 3', 42', 51', 62' - Pomares 14' - Beshten 16' (a.g.) - Esteban 21' (pen.) - Díaz 47' - Vasilyeva 50' (a.g.) - Guijarro 90+1' | Reporte    |             | Árbitra: Graziella Pirriatore                   | Árbitra: Graziella Pirriatore |

| 7 de abril de 2014 | Portugal    | 1:2 (0:1) | Suiza                           | Estádio Municipal, Nazaré, Portugal |                      |
| 17:00 (CEST)       | - Gomes 81' | Reporte   | - 36' Zehnder - 60' (pen.) Calo | Árbitra: Ivana Vlaić                | Árbitra: Ivana Vlaić |

| 10 de abril de 2014 | Suiza | 0:1 (0:1) | España      | Estádio Municipal, Marinha Grande, Portugal |                       |
| 17:00 (CEST)        |       | Reporte   | - 45' Turmo | Árbitra: Eszter Urbán                       | Árbitra: Eszter Urbán |

| 10 de abril de 2014 | Bielorrusia | 0:10 (0:2) | Portugal                                                                                         | Complexo Desportivo, Caldas da Rainha, Portugal |                               |
| 17:00 (CEST)        |             | Reporte    | - 7' (pen.), 48', 66', 89' Marques - 34' Pinto - 52', 72' Norton - 75' Capeta - 78', 90+2' Silva | Árbitra: Graziella Pirriatore                   | Árbitra: Graziella Pirriatore |

### Grupo 2
País anfitrión: Croacia
| Equipo      | Pts | PJ | PG | PE | PP | GF | GC | Dif |
| ----------- | --- | -- | -- | -- | -- | -- | -- | --- |
| Escocia     | 9   | 3  | 3  | 0  | 0  | 9  | 1  | 8   |
| Rusia       | 4   | 3  | 1  | 1  | 1  | 4  | 4  | 0   |
| Croacia (H) | 2   | 3  | 0  | 2  | 1  | 1  | 3  | -2  |
| Islandia    | 1   | 3  | 0  | 1  | 2  | 4  | 10 | -6  |

| 5 de abril de 2014 | Escocia                                            | 5:1 (3:1) | Islandia             | Estadio Radnik, Velika Gorica, Croacia |                          |
| 15:30 (CEST)       | - Graham 2', 23' - Ness 11' - Grant 69' - Weir 73' | Reporte   | - 45' Guðmundsdóttir | Árbitra: Zuzana Štrpková               | Árbitra: Zuzana Štrpková |

| 5 de abril de 2014 | Rusia | 0:0     | Croacia | Stadion Lučko, Zagreb, Croacia |                            |
| 15:30 (CEST)       |       | Reporte |         | Árbitra: Kristina Husballe     | Árbitra: Kristina Husballe |

| 7 de abril de 2014 | Escocia                    | 2:0 (1:0) | Croacia | Stadion NŠC Stjepan Spajić, Zagreb, Croacia |                          |
| 15:30 (CEST)       | - Stewart 42' - Turner 74' | Reporte   |         | Árbitra: Lina Lehtovaara                    | Árbitra: Lina Lehtovaara |

| 7 de abril de 2014 | Islandia                            | 2:4 (0:3) | Rusia                                               | Stadion Sv. Josip Radnik, Sesvete, Croacia |                            |
| 15:30 (CEST)       | - Jensen 80' - Thrastardóttir 90+1' | Reporte   | - 19', 27', 54' (pen.) Chernomyrdina - 39' Berezina | Árbitra: Kristina Husballe                 | Árbitra: Kristina Husballe |

| 10 de abril de 2014 | Rusia | 0:2 (0:2) | Escocia                          | Stadion Lučko, Zagreb, Croacia |                          |
| 14:00 (CEST)        |       | Reporte   | - 25' (a.g.) Berezina - 35' Weir | Árbitra: Zuzana Štrpková       | Árbitra: Zuzana Štrpková |

| 10 de abril de 2014 | Croacia      | 1:1 (1:0) | Islandia             | Stadion Sv. Josip Radnik, Sesvete, Croacia |                          |
| 14:00 (CEST)        | - Stanić 34' | Reporte   | - 71' Thrastardóttir | Árbitra: Lina Lehtovaara                   | Árbitra: Lina Lehtovaara |

### Grupo 3
País anfitrión: Francia
| Equipo      | Pts | PJ | PG | PE | PP | GF | GC | Dif |
| ----------- | --- | -- | -- | -- | -- | -- | -- | --- |
| Suecia      | 9   | 3  | 3  | 0  | 0  | 4  | 1  | 3   |
| Francia (H) | 4   | 3  | 1  | 1  | 1  | 7  | 4  | 3   |
| Rumania     | 3   | 3  | 1  | 0  | 2  | 4  | 7  | -3  |
| Polonia     | 1   | 3  | 0  | 1  | 2  | 4  | 7  | -3  |

| 5 de abril de 2014 | Francia                                                | 5:1 (3:0) | Rumania      | Stade Firmin Daudou, Trélissac, Francia |                    |
| 16:00 (CEST)       | - Brun 17' - Diani 41' - Sarr 45+1' - Toletti 49', 57' | Reporte   | - 90' Obreja | Árbitra: Ana Minić                      | Árbitra: Ana Minić |

| 5 de abril de 2014 | Suecia                    | 2:1 (1:1) | Polonia      | Plaine de jeux de la Canéda, Sarlat-la-Canéda, Francia |                             |
| 18:00 (CEST)       | - Curmark 4' - Hurtig 88' | Reporte   | - 25' Zapała | Árbitra: Barbara Bollenberg                            | Árbitra: Barbara Bollenberg |

| 7 de abril de 2014 | Suecia       | 1:0 (0:0) | Rumania | Stade Municipal de Camp Réal, Bergerac, Francia |                      |
| 17:30 (CEST)       | - Hurtig 68' | Reporte   |         | Árbitra: Paula Brady                            | Árbitra: Paula Brady |

| 7 de abril de 2014 | Polonia          | 2:2 (2:0) | Francia                | Plaine de jeux de la Canéda, Sarlat-la-Canéda, Francia |                             |
| 18:00 (CEST)       | - Pajor 15', 40' | Reporte   | - 87' Sarr - 89' Diani | Árbitra: Barbara Bollenberg                            | Árbitra: Barbara Bollenberg |

| 10 de abril de 2014 | Francia | 0:1 (0:0) | Suecia             | Stade Firmin Daudou, Trélissac, Francia |                    |
| 18:30 (CEST)        |         | Reporte   | - 88' Blackstenius | Árbitra: Ana Minić                      | Árbitra: Ana Minić |

| 10 de abril de 2014 | Rumania                       | 3:1 (2:1) | Polonia    | Stade Municipal de Camp Réal, Bergerac, Francia |                      |
| 18:30 (CEST)        | - Lunca 5', 84' - Ciolacu 35' | Reporte   | - 11' Szaj | Árbitra: Paula Brady                            | Árbitra: Paula Brady |

### Grupo 4
País anfitrión: Bélgica
| Equipo          | Pts | PJ | PG | PE | PP | GF | GC | Dif |
| --------------- | --- | -- | -- | -- | -- | -- | -- | --- |
| Bélgica (H)     | 9   | 3  | 3  | 0  | 0  | 6  | 2  | 4   |
| Alemania        | 6   | 3  | 2  | 0  | 1  | 11 | 2  | 9   |
| República Checa | 3   | 3  | 1  | 0  | 2  | 6  | 7  | -1  |
| Ucrania         | 0   | 3  | 0  | 0  | 3  | 2  | 14 | -12 |

| 5 de abril de 2014 | Bélgica                                                | 3:1 (0:1) | Ucrania         | Estadio Rey Balduino, Bruselas, Bélgica |                             |
| 14:00 (CEST)       | - Olkhovska 48' (a.g.) - Wajnblum 81' - van Gorp 90+1' | Reporte   | - 38' Andrukhiv | Árbitra: Florence Guillemin             | Árbitra: Florence Guillemin |

| 5 de abril de 2014 | Alemania                                         | 4:1 (3:1) | República Checa | Estadio Edmond Machtens, Bruselas, Bélgica |                        |
| 16:00 (CEST)       | - Junge 7' - Gier 32' - Becker 34' - Lagaris 88' | Reporte   | - 4' Svitková   | Árbitra: Justyna Zajac                     | Árbitra: Justyna Zajac |

| 7 de abril de 2014 | República Checa | 1:2 (1:0) | Bélgica                      | Estadio Rey Balduino, Bruselas, Bélgica |                         |
| 14:00 (CEST)       | - Hloupá 10'    | Reporte   | - 56' Michez - 68' de Caigny | Árbitra: Lorraine Clark                 | Árbitra: Lorraine Clark |

| 7 de abril de 2014 | Alemania                                                                       | 7:0 (3:0) | Ucrania | Estadio Edmond Machtens, Bruselas, Bélgica |                        |
| 16:00 (CEST)       | - Gier 8', 30' - Giraud 17', 90+1' - Meister 69' - Schermuly 73' - Gaugigl 85' | Reporte   |         | Árbitra: Justyna Zajac                     | Árbitra: Justyna Zajac |

| 10 de abril de 2014 | Bélgica             | 1:0 (0:0) | Alemania | Estadio Rey Balduino, Bruselas, Bélgica |                             |
| 11:00 (CEST)        | - van den Bergh 84' | Reporte   |          | Árbitra: Florence Guillemin             | Árbitra: Florence Guillemin |

| 10 de abril de 2014 | Ucrania         | 1:4 (1:2) | República Checa                                                   | Stade Joseph Marien, Bruselas, Bélgica |                         |
| 11:00 (CEST)        | - Andrukhiv 10' | Reporte   | - 19', 28' Krejčiříková - 55' Szewieczková - 79' (a.g.) Demyanyuk | Árbitra: Lorraine Clark                | Árbitra: Lorraine Clark |

### Grupo 5
País anfitrión: Países Bajos
| Equipo           | Pts | PJ | PG | PE | PP | GF | GC | Dif |
| ---------------- | --- | -- | -- | -- | -- | -- | -- | --- |
| Países Bajos (H) | 7   | 3  | 2  | 1  | 0  | 6  | 1  | 5   |
| Irlanda          | 7   | 3  | 2  | 1  | 0  | 2  | 0  | 2   |
| Austria          | 1   | 3  | 0  | 1  | 2  | 2  | 6  | -4  |
| Turquía          | 1   | 3  | 0  | 1  | 2  | 1  | 4  | -3  |

| 5 de abril de 2014 | Austria | 0:1 (0:0) | Irlanda     | Sportpark DVS '33 Ermelo, Ermelo, Países Bajos |                       |
| 16:00 (CEST)       |         | Reporte   | - 49' Shine | Árbitra: Sara Persson                          | Árbitra: Sara Persson |

| 5 de abril de 2014 | Países Bajos            | 2:0 (1:0) | Turquía | Sportpark De Strokel, Harderwijk, Países Bajos |                          |
| 18:30 (CEST)       | - Roord 23' (pen.), 64' | Reporte   |         | Árbitra: Nelli Stepanyan                       | Árbitra: Nelli Stepanyan |

| 7 de abril de 2014 | Austria     | 1:1 (1:0) | Turquía         | Sportpark De Strokel, Harderwijk, Países Bajos |                        |
| 17:00 (CEST)       | - Billa 17' | Reporte   | - 59' Sivrikaya | Árbitra: Tanja Subotič                         | Árbitra: Tanja Subotič |

| 7 de abril de 2014 | Irlanda | 0:0     | Países Bajos | Sportpark DVS '33 Ermelo, Ermelo, Países Bajos |                          |
| 19:30 (CEST)       |         | Reporte |              | Árbitra: Nelli Stepanyan                       | Árbitra: Nelli Stepanyan |

| 10 de abril de 2014 | Países Bajos                        | 4:1 (2:1) | Austria     | Sportpark DVS '33 Ermelo, Ermelo, Países Bajos |                       |
| 19:00 (CEST)        | - Roord 4', 44' - Kuijpers 79', 86' | Reporte   | - 36' Billa | Árbitra: Sara Persson                          | Árbitra: Sara Persson |

| 10 de abril de 2014 | Turquía | 0:1 (0:1) | Irlanda    | Sportpark De Strokel, Harderwijk, Países Bajos |                        |
| 19:00 (CEST)        |         | Reporte   | - 36' Rowe | Árbitra: Tanja Subotič                         | Árbitra: Tanja Subotič |

### Grupo 6
País anfitrión: Finlandia
| Equipo        | Pts | PJ | PG | PE | PP | GF | GC | Dif |
| ------------- | --- | -- | -- | -- | -- | -- | -- | --- |
| Inglaterra    | 9   | 3  | 3  | 0  | 0  | 8  | 0  | 8   |
| Finlandia (H) | 4   | 3  | 1  | 1  | 1  | 6  | 7  | -1  |
| Serbia        | 3   | 3  | 1  | 0  | 2  | 1  | 6  | -5  |
| Dinamarca     | 1   | 3  | 0  | 1  | 2  | 2  | 4  | -2  |

| 5 de abril de 2014 | Inglaterra       | 1:0 (0:0) | Dinamarca | ISS Stadion, Vantaa, Finlandia |                                |
| 11:00 (CEST)       | - Williamson 62' | Reporte   |           | Árbitra: Karolina Radzik-Johan | Árbitra: Karolina Radzik-Johan |

| 5 de abril de 2014 | Finlandia                                  | 4:0 (2:0) | Serbia | Bolt Arena, Helsinki, Finlandia |                         |
| 16:00 (CEST)       | - Saastamoinen 38', 74' - Franssi 42', 70' | Reporte   |        | Árbitra: Melis Özçiğdem         | Árbitra: Melis Özçiğdem |

| 5 de abril de 2014 | Inglaterra                | 2:0 (0:0) | Serbia | Bolt Arena, Helsinki, Finlandia |                           |
| 11:00 (CEST)       | - Flint 67' - Ayane 90+2' | Reporte   |        | Árbitra: Irina Turovskaya       | Árbitra: Irina Turovskaya |

| 7 de abril de 2014 | Dinamarca                    | 2:2 (0:1) | Finlandia                        | Bolt Arena, Helsinki, Finlandia |                         |
| 16:00 (CEST)       | - Thøgersen 52' - Hansen 55' | Reporte   | - 16' Tunturi - 85' Saastamoinen | Árbitra: Melis Özçiğdem         | Árbitra: Melis Özçiğdem |

| 10 de abril de 2014 | Finlandia | 0:5 (0:3) | Inglaterra                                  | Bolt Arena, Helsinki, Finlandia |                                |
| 11:00 (CEST)        |           | Reporte   | - 8', 85' Zelem - 14' Flint - 33', 79' Mead | Árbitra: Karolina Radzik-Johan  | Árbitra: Karolina Radzik-Johan |

| 10 de abril de 2014 | Serbia      | 1:0 (0:0) | Dinamarca | ISS Stadion, Vantaa, Finlandia |                           |
| 11:00 (CEST)        | - Delić 80' | Reporte   |           | Árbitra: Irina Turovskaya      | Árbitra: Irina Turovskaya |

### Ranking de los segundos puestos
El mejor de los 6 mejores segundos lugares de los 6 grupos pasará a la siguiente ronda junto a los ganadores de cada grupo. (Se contabilizan los resultados obtenidos en contra de los campeones y subcampeones clasificados de cada grupo). Clasificó República de Irlanda
| Grp | Equipo    | PJ | PG | PE | PP | GF | GC | DG | Pts |
| --- | --------- | -- | -- | -- | -- | -- | -- | -- | --- |
| 5   | Irlanda   | 2  | 1  | 1  | 0  | 1  | 0  | 1  | 4   |
| 3   | Francia   | 2  | 1  | 0  | 1  | 5  | 2  | 3  | 3   |
| 4   | Alemania  | 2  | 1  | 0  | 1  | 4  | 2  | 2  | 3   |
| 1   | Suiza     | 2  | 1  | 0  | 1  | 2  | 2  | 0  | 3   |
| 6   | Finlandia | 2  | 1  | 0  | 1  | 4  | 5  | -1 | 3   |
| 2   | Rusia     | 2  | 0  | 1  | 1  | 0  | 2  | -2 | 1   |

## Fase final
Las ganadoras de los seis grupos anteriores acceden a la etapa de semifinales junto a República de Irlanda por ser mejor segunda y Noruega que será el país anfitrión de la etapa final. En esta fase se formarán dos grupos de cuatro equipos, las dos primeras selecciones de cada grupo se clasifican para disputar las seminales. El sorteo se realizó el 29 de abril de 2014 en, Oslo, Noruega.

### Grupo A
| Equipo       | Pts | PJ | PG | PE | PP | GF | GC | Dif |
| ------------ | --- | -- | -- | -- | -- | -- | -- | --- |
| Noruega      | 7   | 3  | 2  | 1  | 0  | 7  | 1  | 6   |
| Países Bajos | 7   | 3  | 2  | 1  | 0  | 4  | 2  | 2   |
| Escocia      | 3   | 3  | 0  | 1  | 2  | 4  | 8  | -4  |
| Bélgica      | 0   | 3  | 0  | 0  | 3  | 1  | 5  | -4  |

| 15 de julio de 2014 | Noruega | 0:0     | Países Bajos | Sarpsborg Stadion, Sarpsborg, Noruega |                          |
| 19:00 (CEST)        |         | Reporte |              | Árbitra: Zuzana Kováčová              | Árbitra: Zuzana Kováčová |

| 15 de julio de 2014 | Bélgica | 0:2 (0:2) | Escocia               | Strømmen Stadion, Strømmen, Noruega |                         |
| 19:00 (CEST)        |         | Reporte   | - 10' Weir - 40' Ness | Árbitra: Séverine Zinck             | Árbitra: Séverine Zinck |

| 18 de julio de 2014 | Noruega                      | 2:1 (1:0) | Bélgica      | Tønsberg Gressbane, Tønsberg, Noruega |                           |
| 19:00 (CEST)        | - Markussen 18' - Hansen 58' | Reporte   | - 64' Michez | Árbitra: Sofia Karagiorgi             | Árbitra: Sofia Karagiorgi |

| 18 de julio de 2014 | Países Bajos                           | 3:2 (3:0) | Escocia                               | Jessheim Stadion, Jessheim, Noruega |                                |
| 19:00 (CEST)        | - Miedema 9', 24' - O'Neill 19' (a.g.) | Reporte   | - 65' (a.g.) Janssen - 70' Richardson | Árbitra: Karolina Radzik-Johan      | Árbitra: Karolina Radzik-Johan |

| 21 de julio de 2014 | Escocia | 0:5 (0:3) | Noruega                                                                | Sarpsborg Stadion, Sarpsborg, Noruega |                                 |
| 19:00 (CEST)        |         | Reporte   | - 10' Clausen - 15' Naalsund - 34' Hansen - 72' Markussen - 89' Jensen | Árbitra: Anastasia Pustovoytova       | Árbitra: Anastasia Pustovoytova |

| 21 de julio de 2014 | Países Bajos  | 1:0 (1:0) | Bélgica | Consto Arena, Mjøndalen, Noruega |                        |
| 19:00 (CEST)        | - Kaagman 41' | Reporte   |         | Árbitra: Marija Kurtes           | Árbitra: Marija Kurtes |

### Grupo B
| Equipo     | Pts | PJ | PG | PE | PP | GF | GC | Dif |
| ---------- | --- | -- | -- | -- | -- | -- | -- | --- |
| Irlanda    | 9   | 3  | 3  | 0  | 0  | 5  | 2  | 3   |
| España     | 6   | 3  | 2  | 0  | 1  | 4  | 1  | 3   |
| Suecia     | 3   | 3  | 1  | 0  | 2  | 3  | 4  | -1  |
| Inglaterra | 0   | 3  | 0  | 0  | 3  | 1  | 6  | -5  |

| 15 de julio de 2014 | Inglaterra | 0:2 (0:0) | Suecia                                  | Tønsberg Gressbane, Tønsberg, Noruega |                           |
| 19:00 (CEST)        |            | Reporte   | - 60' (a.g.) Bartrip - 75' Blackstenius | Árbitra: Sofia Karagiorgi             | Árbitra: Sofia Karagiorgi |

| 15 de julio de 2014 | Irlanda     | 1:0 (0:0) | España | Jessheim Stadion, Jessheim, Noruega |                                |
| 19:00 (CEST)        | - Shine 54' | Reporte   |        | Árbitra: Karolina Radzik-Johan      | Árbitra: Karolina Radzik-Johan |

| 18 de julio de 2014 | Inglaterra   | 1:2 (1:0) | Irlanda                     | Consto Arena, Mjøndalen, Noruega |                                 |
| 19:00 (CEST)        | - Walker 36' | Reporte   | - 57' McCarthy - 86' Keenan | Árbitra: Anastasia Pustovoytova  | Árbitra: Anastasia Pustovoytova |

| 18 de julio de 2014 | Suecia | 0:2 (0:1) | España                     | Strømmen Stadion, Strømmen, Noruega |                        |
| 19:00 (CEST)        |        | Reporte   | - 42' García - 79' Redondo | Árbitra: Marija Kurtes              | Árbitra: Marija Kurtes |

| 21 de julio de 2014 | España                    | 2:0 (0:0) | Inglaterra | Strømmen Stadion, Strømmen, Noruega |                         |
| 19:00 (CEST)        | - Fraile 58' - García 79' | Reporte   |            | Árbitra: Séverine Zinck             | Árbitra: Séverine Zinck |

| 21 de julio de 2014 | Suecia            | 1:2 (1:1) | Irlanda                       | Jessheim Stadion, Jessheim, Noruega |                          |
| 19:00 (CEST)        | - Blackstenius 8' | Reporte   | - 21' McCarthy - 80' Connolly | Árbitra: Zuzana Kovacova            | Árbitra: Zuzana Kovacova |

### Segunda fase
|  | Semifinales  | Semifinales |              |        | Final       | Final       |  |
|  | 24 de julio  | 24 de julio |              |        | 27 de julio | 27 de julio |  |
|  |              |             |              |        |             |             |  |
|  |              |             |              |        |             |             |  |
|  | Noruega      | 0           |              |        |             |             |  |
|  | Noruega      | 0           |              |        |             |             |  |
|  | España       | 2           |              |        |             |             |  |
|  | España       | 2           |              | España | 0           |             |  |
|  |              |             |              | España | 0           |             |  |
|  |              |             | Países Bajos | 1      |             |             |  |
|  | Irlanda      | 0           | Países Bajos | 1      |             |             |  |
|  | Irlanda      | 0           |              |        |             |             |  |
|  | Países Bajos | 4           |              |        |             |             |  |
|  | Países Bajos | 4           |              |        |             |             |  |
|  |              |             |              |        |             |             |  |

### Semifinales
| 24 de julio de 2014, 18:00 | Noruega | 0 : 2 | España                      | UKI Arena, Jessheim, Noruega             |                                          |
|                            |         |       | Caldentey 71' · Turmo 90+4' | Árbitro(s): Zuzana Kováčová (Eslovaquia) | Árbitro(s): Zuzana Kováčová (Eslovaquia) |

| 24 de julio de 2014, 19:00 | Irlanda | 0 : 4 | Países Bajos                      | Mjøndalen Stadion, Mjondalen, Noruega |                                      |
|                            |         |       | Miedema 5' 48' 55' · Kuijpers 34' | Árbitro(s): Marija Kurtes (Alemania)  | Árbitro(s): Marija Kurtes (Alemania) |

### Final
| 27 de julio de 2014, 18:00 | España | 0 : 1 | Países Bajos | Ullevaal Stadion, Oslo, Noruega          |                                          |
|                            |        |       | Miedema 21'  | Árbitro(s): Zuzana Kováčová (Eslovaquia) | Árbitro(s): Zuzana Kováčová (Eslovaquia) |

| Bandera de los Países Bajos |
| Países Bajos                |
| Primer título               |